# Polypodiodes amoena
Polypodiodes amoena är en stensöteväxtart som först beskrevs av Nathaniel Wallich och Mett, och fick sitt nu gällande namn av Ren-Chang Ching. Polypodiodes amoena ingår i släktet Polypodiodes och familjen Polypodiaceae. Utöver nominatformen finns också underarten P. a. duclouxii.